# Mycena arcifolia
Mycena arcifolia är en svampart som beskrevs av Kühner. Mycena arcifolia ingår i släktet Mycena och familjen Mycenaceae.   Inga underarter finns listade i Catalogue of Life.